# 진천소방서
진천소방서(鎭川消防署, Jincheon Fire Station)는 충청북도 진천군을 관할하는 충청북도 소방본부 산하의 소방서이다.
소방서장은 소방정으로 보한다.

## 조직
| - 소방행정과 - 소방행정팀 - 예산장비팀 | - 대응구조구급과 - 대응구조구급팀 - 지휘조사팀 | - 예방안전과 - 예방안전팀 - 민원지도팀 |

## 관할센터 및 관할구역
진천소방서는 3개의 119안전센터와 1개의 구조대를 산하에 두고 있다.
| 명칭                 | 사진 | 주소                | 관할구역               | 지역대                      |
| -------------------- | ---- | ------------------- | ---------------------- | --------------------------- |
| 중앙119안전센터      |      | 진천읍 진광로 93    | 진천읍, 문백면, 백곡면 | 문백119지역대 백곡119지역대 |
| 덕산119안전센터      |      | 덕산읍 초금로 606-1 | 덕산읍, 초평면         | 초평119지역대(폐쇄)         |
| 광혜원119안전센터    |      | 광혜원면 화랑길 99  | 광혜원면, 이월면       | 이월119지역대               |
| 진천소방서 119구조대 |      | 진천읍 진광로 93    | 충청북도 진천군 일원   |                             |

## 같이 보기
- 대한민국 소방청
- 대한민국의 소방
- 소방관 계급